# Агенција за форензичка испитивања и вјештачења Министарства безбједности Босне и Херцеговине
Агенција за форензичка испитивања и вјештачења је управна организација у оквиру Министарства бјезбедности Босне и Херцеговине, са оперативном самосталношћу. Агенција је основана на основу Закона о Дирекцији за координацију полицијских тела и о агенцијама за подршку полицијској структури БиХ, који је изгласан у Представничком дому БиХ 10. априла 2008. године, док је у Дому народа БиХ изгласан 16. априла. а почела је са радом у фебруару 2009. године, именовањем директора и заменика директора Агенције.

## Надлежности
Агенција је основана ради обављања послова из своје надлежности, као што су:
- балистичка и механоскопска вештачења
- хемијска и токсиколошка испитивања
- дактилоскопска вештачења
- графолошка/графоскопска вјештачења
- биолошка испитивања
- биохемијска испитивања
- анализе ДНК
- вештачење пожара и експлозија
- стандардизације рада на терену
- специјалистичке обуке
- пружање стручне помоћи осталим телима из Закона
- вођење евиденција, статистика и база података, те
- остале послове прописане законом и другим прописима
- обрађује податке и води евиденције из своје надлежности у складу с важећим прописима